# VIII legislatura del Regno d'Italia

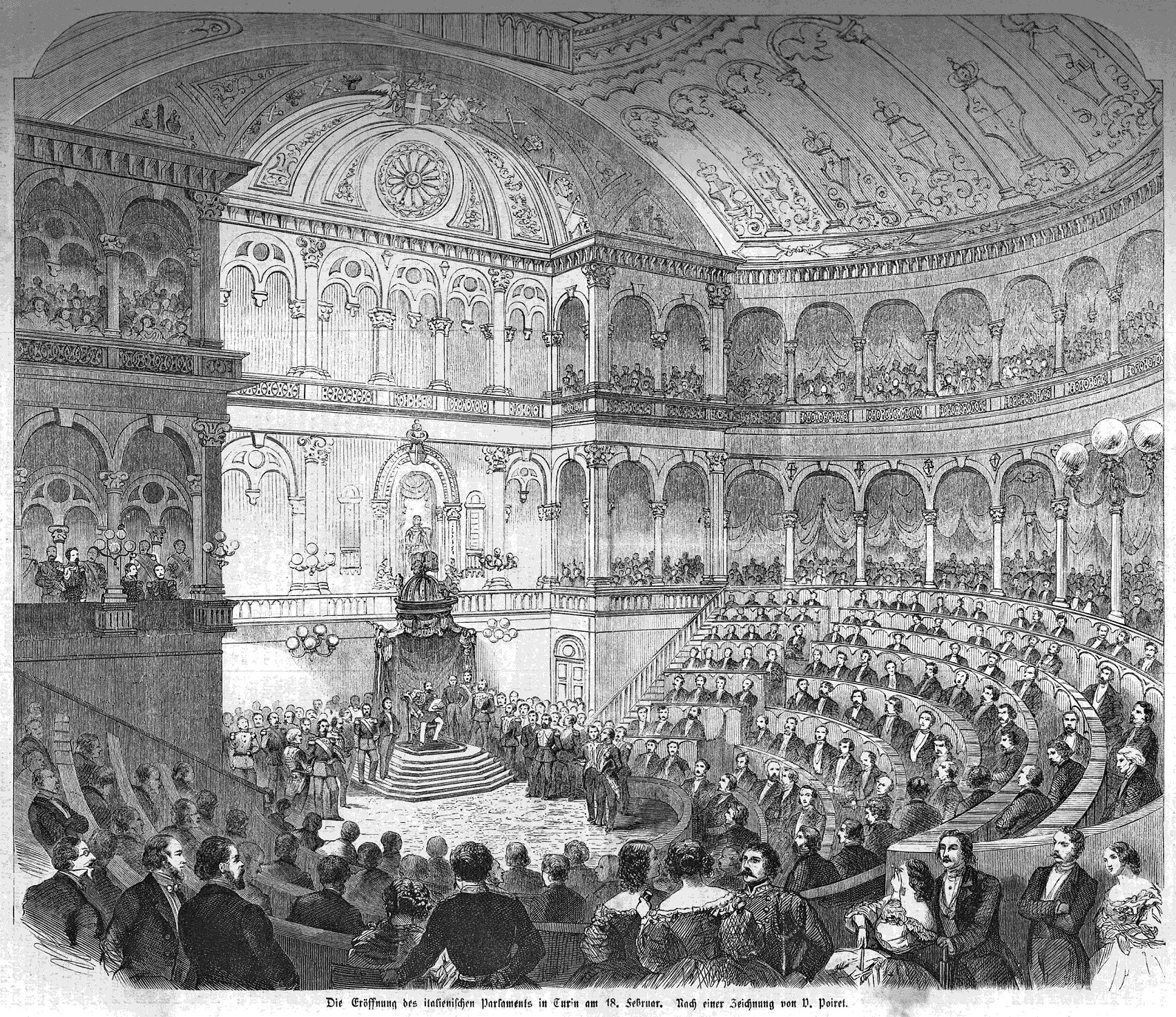
Inaugurazione del parlamento

L’VIII legislatura del Regno d'Italia ebbe inizio il 18 febbraio 1861 e si concluse il 7 settembre 1865. Fu la prima legislatura del Regno d'Italia.

## Elezioni
Le elezioni che diedero vita alla prima legislatura del Regno d'Italia (che ebbe il nome di VIII essendosi stabilito che si dovesse proseguire la numerazione delle legislature del Parlamento del Regno di Sardegna) furono indette per i giorni 27 gennaio e 3 febbraio 1861.
Le elezioni si effettuarono, in base alla nuova legge elettorale varata il 17 dicembre 1860 n. 4513, con il sistema dello scrutinio uninominale a suffragio ristretto (già in uso in precedenza), con le modalità fondamentali presso a poco identiche a quelle delle leggi precedenti.
Il Regno venne diviso in 443 collegi e ciascun collegio eleggeva un solo deputato. Gli elettori chiamati alle urne furono 418.696 (l'1,90% della popolazione residente) e i votanti (al primo scrutinio) 239.583 (il 57,20% degli aventi diritto).
Aperta in Torino il 18 febbraio 1861, la legislatura durò 4 anni, 6 mesi e 21 giorni ed ebbe due sessioni. La prima, prorogata per tre volte, fu chiusa il 20 maggio 1863. Con lo stesso decreto si aprì anche la seconda sessione il 25 maggio 1863, prorogata ancora per tre volte. Fu definitivamente chiusa con il regio decreto n. 2462 del 7 settembre 1865.

## Governi
Governi formati dai Presidenti del Consiglio dei ministri su incarico reale.
1. Governo Cavour IV (23 marzo 1861 - 6 giugno 1861), presidente Camillo Benso Conte di Cavour (Destra storica)
  - Composizione del governo: Destra storica
2. Governo Ricasoli I (12 giugno 1861 - 3 marzo 1862), presidente Bettino Ricasoli (Destra storica)
  - Composizione del governo: Destra storica
3. Governo Rattazzi I (3 marzo 1862 - 8 dicembre 1862), presidente Urbano Rattazzi (Sinistra storica)
  - Composizione del governo: Sinistra storica, Indipendenti
4. Governo Farini (8 dicembre 1862 - 24 marzo 1863), presidente Luigi Carlo Farini (Destra storica)
  - Composizione del governo: Destra storica
5. Governo Minghetti I (24 marzo 1863 - 28 settembre 1864), presidente Marco Minghetti (Destra storica)
  - Composizione del governo: Destra storica
6. Governo La Marmora II (28 settembre 1864 - 31 dicembre 1865), presidente Alfonso La Marmora (militare)
  - Composizione del governo: Destra storica

## Parlamento

### Camera dei Deputati
I sessione
- Presidente
  - Urbano Rattazzi, nominato il 7 marzo 1861 (219 voti su 242), il 3 marzo 1862 nominato Presidente del Consiglio dei ministri
  - Sebastiano Tecchio, nominato il 22 marzo 1862 (129 voti su 238)
- Vicepresidenti
  - Sebastiano Tecchio, nominato l'8 marzo 1861 (201 voti su 223), in carica fino al 22 marzo 1862
  - Vincenzo Fardella di Torrearsa, nominato l'8 marzo 1861 (188 voti su 223), in carica fino al 17 novembre 1861
  - Carlo Poerio, nominato l'8 marzo 1861 (184 voti su 223)
  - Ferdinando Andreucci, nominato l'8 marzo 1861 (178 voti su 223)
  - Marco Minghetti, nominato il 20 dicembre 1861 (154 voti su 243)
  - Francesco Restelli, nominato l'11 febbraio 1863 (120 voti su 218)
  - Vincenzo Miglietti, nominato l'11 febbraio 1863 (119 voti su 218)

II sessione
- Presidente
  - Giovanni Battista Cassinis, nominato il 26 maggio 1863 (166 voti su 263)
- Vicepresidenti
  - Carlo Poerio, nominato il 26 maggio 1863 (195 voti su 263)
  - Gerolamo Cantelli, nominato il 26 maggio 1863 (138 voti su 263)
  - Giuseppe La Farina, nominato il 26 maggio 1863 (137 voti su 263)
  - Francesco Restelli, nominato il 27 maggio 1863 (113 voti su 215, ballottaggio in terza votazione)

Nella legislatura la Camera tenne 669 sedute.

### Senato del Regno
I sessione
- Presidente
  - Ruggero Settimo, nominato con regio decreto del 3 febbraio 1861
- Vicepresidenti
  - Federico Sclopis, nominato con regio decreto del 3 febbraio 1861
  - Giuseppe Vacca, nominato con regio decreto del 3 febbraio 1861
  - Celso Marzucchi, nominato con regio decreto del 3 febbraio 1861
  - Giorgio Pallavicino Trivulzio, nominato con regio decreto del 3 febbraio 1861

II sessione
- Presidente
  - Federico Sclopis, nominato con regio decreto del 24 maggio 1863, dimissioni accettate con regio decreto 13 ottobre 1864
  - Giuseppe Manno, nominato con regio decreto del 13 ottobre 1864
- Vicepresidenti
  - Giuseppe Pasolini, nominato con regio decreto del 24 maggio 1863
  - Giuseppe Ferrigni, nominato con regio decreto del 24 maggio 1863, morto il 30 dicembre 1864
  - Cosimo Ridolfi, nominato con regio decreto del 24 maggio 1863, morto il 5 maggio 1865
  - Francesco Arese, nominato con regio decreto del 24 maggio 1863
  - Carlo Cadorna, nominato con regio decreto del 27 marzo 1865

Nella legislatura il Senato tenne 452 sedute.